# Joaquim Vidal Leite Ribeiro

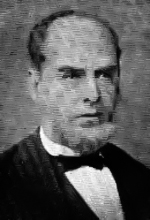
Joaquim Vidal Leite Ribeiro

Joaquim Vidal Leite Ribeiro, primeiro e único barão de Itamarandiba (São João del-Rei, 31 de outubro de 1818 — Rio de Janeiro, 7 de janeiro de 1883) foi um fazendeiro, político e banqueiro brasileiro.
Filho do capitão de ordenanças Francisco Leite Ribeiro e de Tereza  Angélica  de  Jesus, casou-se em 1853 com Alexina Fontoura de Andrada (Santa Catarina, 1839 - Rio de Janeiro, 19 de setembro de 1916) e foi pai do Barão de Santa Margarida. Foi banqueiro em Juiz de Fora, e agraciado barão por decreto de D. Pedro II de 15 de junho de 1881.